# Konvoj

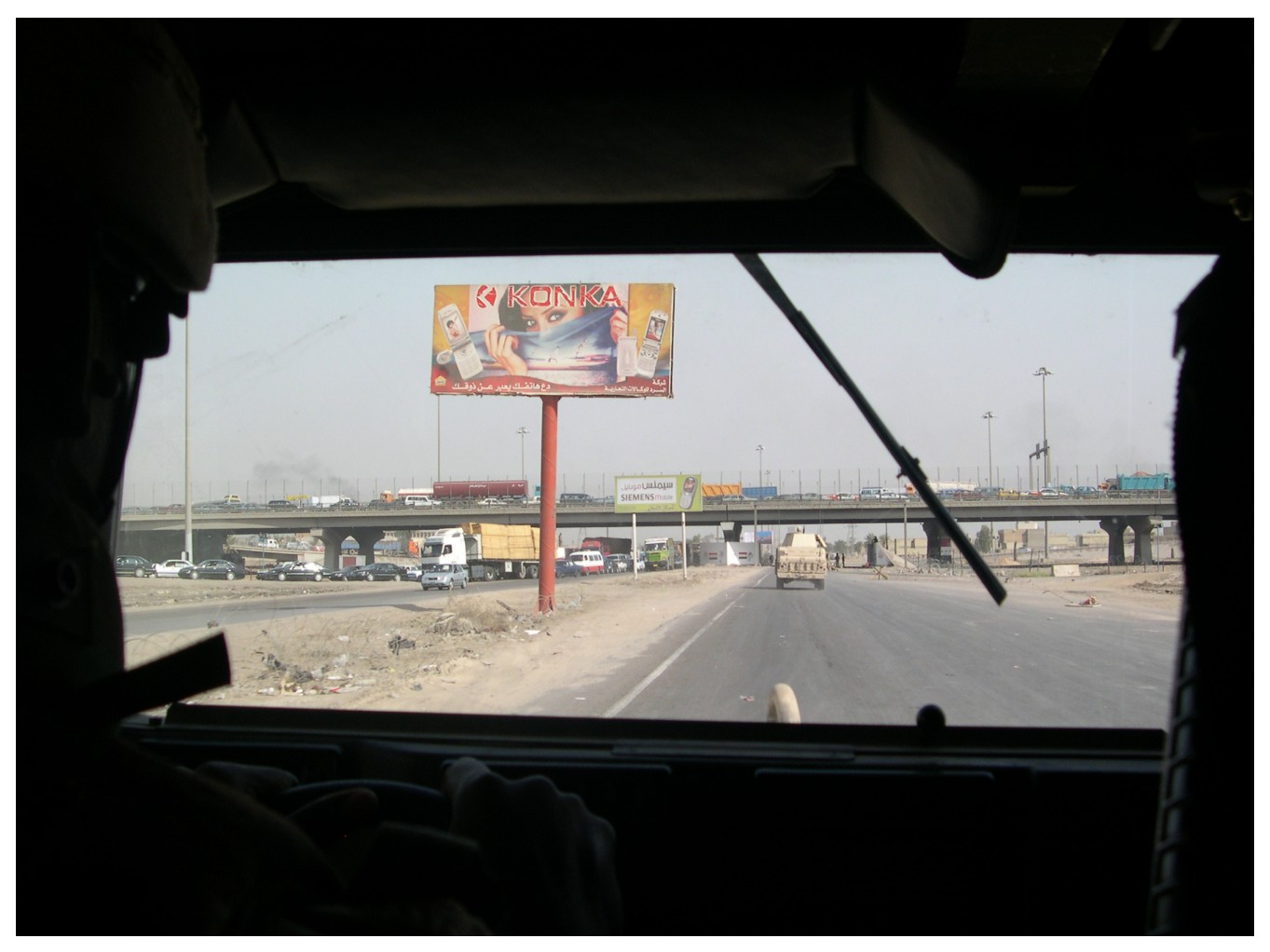
Pohled z auta jedoucího v konvoji

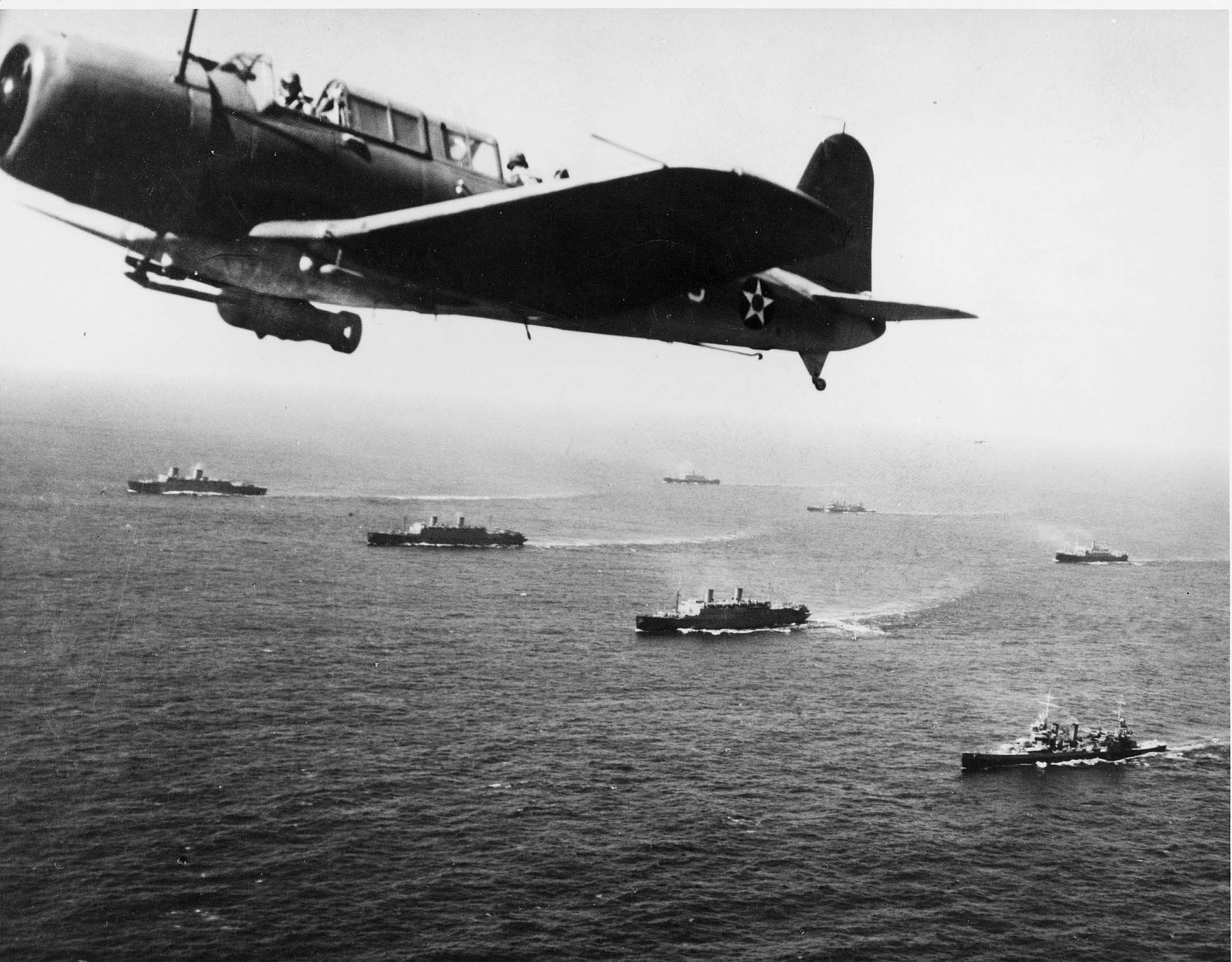
Vought SB2U Vindicator zajišťuje vzdušné krytí spojeneckého konvoje WS-12 na cestě do Kapského Města, 27. listopad 1941

Konvoj je skupina navzájem spolupracujících vozidel nebo lodí cestujících po stejné trase. Vlastně jde o moderní verzi karavany. Často bývá organizován jako vojenský konvoj, který doprovází ozbrojená eskorta.
Smyslem konvoje je zajistit jeho jednotlivým vozidlům nebo lodím vyšší stupeň bezpečnosti a ochrany, než jakého by mohly dosáhnout samostatným cestováním, kdy by se musely spokojit buďto s nulovou nebo jen velmi slabou ochranou. Shromáždění civilních aut nebo lodí (respektive aut či lodí vojenských, leč neurčených k přímému boji) do konvoje naproti tomu umožní přidělit jim silnou vojenskou eskortu, jejíž překonání je mimo možnosti většiny potenciálních útočníků.
Dalším významným prvkem konvoje je jeho horší zachytitelnost. Vozidla nebo lodě se v daném prostoru vyskytují krátkou dobu, na moři se navíc konvoj vyskytuje i na relativně malém prostoru. Tím se snižuje pravděpodobnost vypátrání oproti samostatnému rozptýlenému pohybu lodí či vozidel.
První pozemní konvoje původně vznikly jako karavany – šlo o spolčení kupců putujících po stejných trasách s drahým zbožím oblastmi, kde často řádili lupiči. Smyslem bylo, že dohromady byli kupci schopni zaplatit tak silnou eskortu, že pro většinu malých a středně velkých lupičských band se stalo jejich zboží (a životy) nedostupné. V moderní době se konvoj nejčastěji vyskytuje jako armádní nebo policejní uskupení, které slouží k ochraně přepravovaných zásob, vojáků či zvenčí žádaných vězňů.
Více informací o obranných taktikách pozemních konvojů a o nejvhodnějších taktikách útočníka – viz Taktika pozemních konvojů.
První námořní konvoje začalo hromadně vytvářet Španělsko v době, kdy jeho lodě převážející z amerických kolonií zlato a stříbro trpěly masovými útoky pirátů a korzárů. Konvoje se osvědčily a staly se součástí námořní taktiky dodnes. Konvoje představovaly řešení, ke kterému se nakonec uchýlilo Britské královské námořnictvo za první i druhé světové války tváří v tvář akcím německých ponorek v Atlantiku. Používají se dodnes. Používají se i jejich modifikace – například klasický operační svaz sdružený kolem letadlové lodi (formace užívaná americkým námořnictvem).
Více informací o taktice utváření a obrany námořních konvojů a o nejvhodnějších taktikách útočníka – viz Taktika námořních konvojů.